# Famille Jarrosson
Pour les articles homonymes, voir Jarrosson.
La famille Jarrosson est une famille d'ancienne bourgeoisie française, originaire de Tartaras dans le département de la Loire, puis établie à Lyon depuis le début du XVIIIe siècle.

## Filiation
La descendance du couple Jacques Jarrosson - Colombe Pitiot est connue par les actes d'état civil.
- Jacques Jarrosson (1673-1733), notaire royal. Le 21 février 1700, il épouse Colombe Pitiot à Lyon/Saint-Pierre-le-Vieux.
  - Paul Jarrosson (1701- ), procureur. Le 20 février 1730 à Givors, il épouse Madeleine Troncy.
    - Maurice Jarrosson (1741-1816), soyeux, épouse Antoinette Bertrand à Lyon en 1763.
      - Joseph Jarrosson (1772-1836), soyeux. Il épouse Georgette Julien.
        - Pierre Jarrosson (1812-1904), soyeux. Le 30 mai 1840 à Lyon, il épouse Marie Gabrielle Besson.
          - Maurice Jarrosson (1841-1910), industriel, soyeux (maison Jarrosson - Bornet et Cie). Il épouse Blanche Richard.
            - Albert Jarrosson (1871-1954), négociant, soyeux, administrateur de sociétés. Le 19 août 1896, il épouse Suzanne Gueymard.
              - Guy Jarrosson (1911-1994), agent de change, député du Rhône.

  - Maurice Jarrosson (1714- ), notaire royal à Tartaras. Il épouse Colette Barrier.
    - Joseph (1757-1833), notaire royal à Tartaras. Le 19 juillet 1785 à Lyon/Saint-Pierre-et-Saint-Saturnin, il épouse Jeanne Marie Soulary.
      - Maurice Jarrosson (1786-1869). Veuf de Marie Cécile Froger, il épouse Anne Marguerite Bourbon en secondes noces le 14 janvier 1835 à Lyon.
        - Louis Jarrosson (1839-1897), industriel, soyeux. Le 19 décembre 1866 à Lyon, il épouse Jeanne Peyraud. De ce mariage naissent sept enfants. Veuf en 1884, il épouse en secondes noces Reine Marie Delorme, le 27 avril 1886 à Sainte-Foy-Les-Lyon.
          - (2) Maurice Jarrosson(1890-1971) : de 1914 à 1919, il combat dans l'armée française, dans l'artillerie, une infirmité au pied droit l'empêchant de servir dans l'infanterie. De 1919 à 1955, il travaille dans la soierie familiale à Lyon. De 1919 à 1947, il est conseiller municipal de Sainte-Foy-lès-Lyon. Pendant l'Occupation, il s'oppose à ce que l'on mette le buste du maréchal Philippe Pétain dans la salle du conseil. « Vous serez bientôt obligés de le remonter au grenier », dit-il. Ce mot lui vaut d'être le seul conseiller municipal maintenu par le pouvoir gaulliste en 1944. En 1947, il est élu maire sans étiquette de Sainte-Foy-lès-Lyon. Il est réélu en 1953 et en 1959 et reste maire jusqu'en 1965, année où il se retire de la vie publique. Il favorise l'implantation des premiers logements collectifs à Sainte-Foy-lès-Lyon[2]. Le 7 juin 1919 à Lyon 2e, il épouse Germaine Rodet. De ce mariage, naissent neuf enfants de 1921 à 1934.
            - Régis Jarrosson (1925-2020)[3], ancien élève de l'École polytechnique (entrée en 1945[4]). Il épouse Hélène Cosseron de Villenoisy.
              - Bruno Jarrosson (1955), ingénieur et consultant, épouse Pascale Joffroy.
                - Silvère Jarrosson (1993), artiste peintre.

## Alliances notables
Les principales alliances de la famille sont : Palluat de Besset, de Boisset de Torsiac, Cosseron de Villenoisy, de Geouffre de La Pradelle, Champetier de Ribes, Brac de La Perriere, Olphe-Galliard, de Boisset, Morel-Deville, Dufaure de Lajarte, de La Monneraye, de Ferrières de Sauvebœuf.

## Odonymie
- Avenue Maurice Jarrosson à Sainte-Foy-lès-Lyon,
- Square Jarrosson à Bourg-Argental.

## Galerie

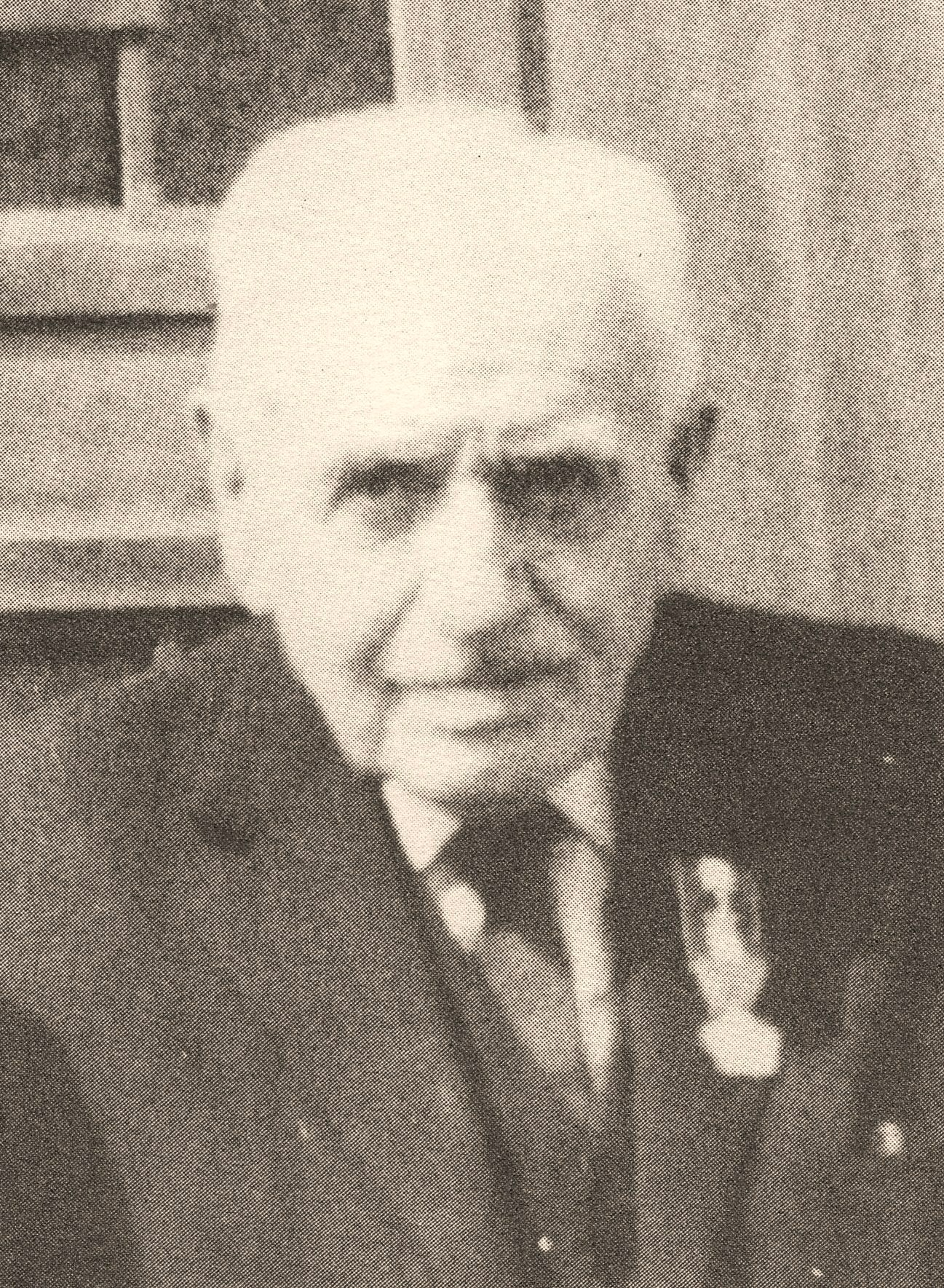
Maurice Jarrosson en 1966.
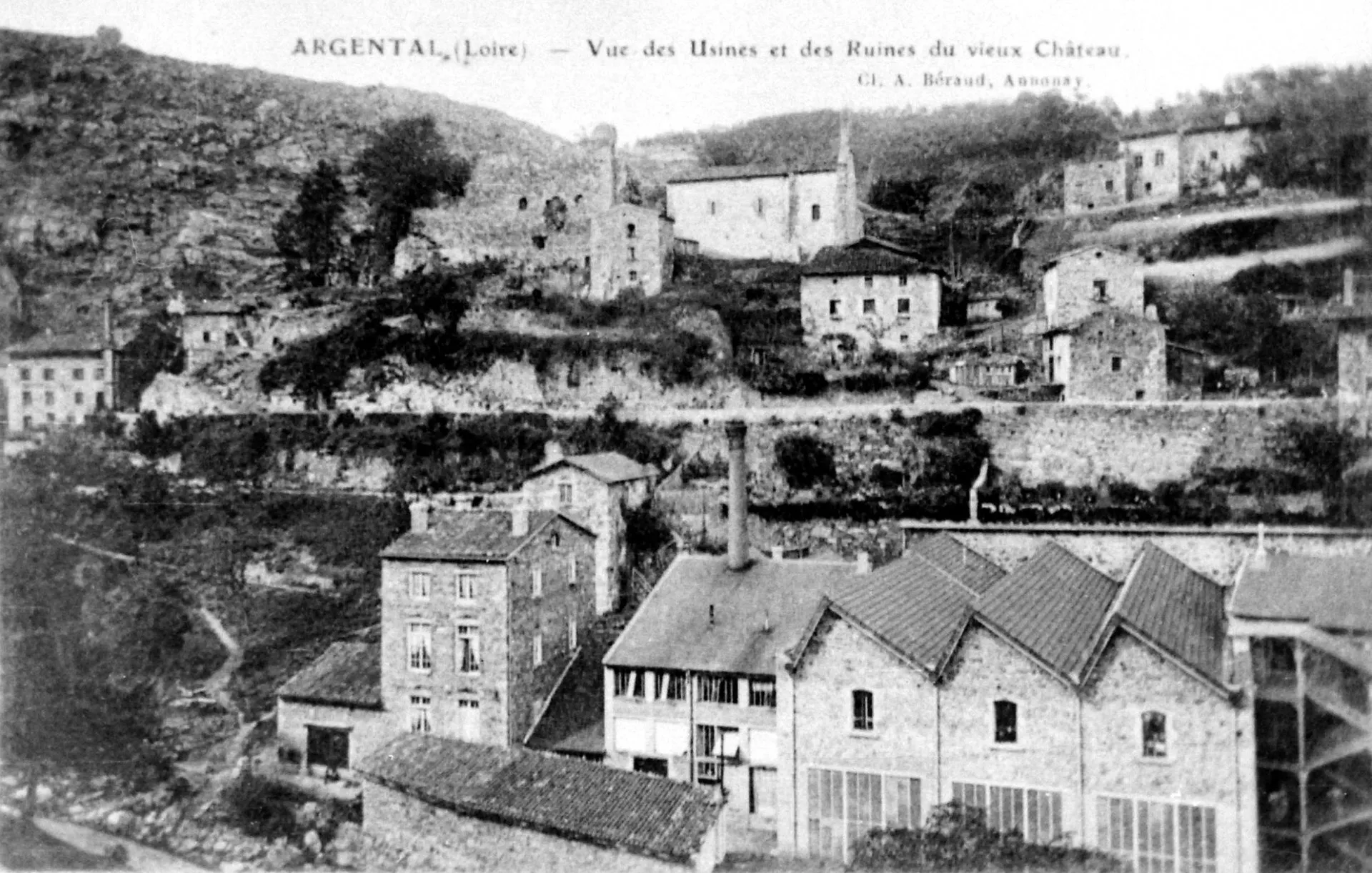
Usines Jarrosson (soierie) à Argental (Loire) (42).